# الألعاب الأولمبية الصيفية 1960
أقيمت من 25 أغسطس إلى 11 سبتمبر باشتراك 5348 لاعبا ولاعبة (610 لاعبة) من 83 دولة وقد تنافسوا على 170 مسابقة في 17 لعبة وحققت الدورة نجاحا باهرا خصوصا مع النقل التلفزيوني عبر شبكة ((أروفيزيون)) للمرة الأولى.
وبرغم تفوق لي كالهون، ورالف بوسطن ودون براغ في الحواجز والقفز الطويل، والقفز بالزانة، فإن ألعاب القوى الأمريكية تراجعت وتوج الألماني الغربي أرمين هاري والإيطالي ليفيو بيروتي بطلان لسباقي 100 و200 متر وبرز في المسافات المتوسطة النيوزيلندي بيتر سنيل والأسترالي هيرب إيليوت وتألق الأثيوبي حافي القدمين آبيبي بيكيلا ففاز بالماراثون وأهدى لأفريقيا لقبها الكبير الأول في ألعاب القوى وتألقت السيدات وخاصة الأمريكية ويلما رودولف ((الغزالة السوداء)) ففازت بثلاث ذهبيات في المسافات القصيرة. وتعرف الناس على وجه في الملاكمة هو كاسيوس مارسيليوس كلاي ((محمد علي كلاي)) أسطورة الملاكمة.
في هذه الدورة أحرز المغربي راضي بن عبد السلام فضية الماراثون، والمصري عثمان السيد فضية المصارعة الرومانية لوزن الذبابة، ومواطنه عبدالمنعم الجندي برونزية الملاكمة لوزن الذبابة، والعراقي عبد الواحد عزيز برونزية رفع الأثقال لوزن الخفيف.

## قائمة الميداليات
| ميداليات الألعاب الأولمبية الصيفية 1960 |                            |       |      |         |       |
| الترتيب                                 | الدولة                     | ذهبية | فضية | برونزية | مجموع |
| 1                                       | الإتحاد السوفيتي           | 43    | 29   | 31      | 103   |
| 2                                       | الولايات المتحدة الأمريكية | 34    | 21   | 16      | 71    |
| 3                                       | إيطاليا                    | 13    | 10   | 13      | 36    |
| 4                                       | ألمانيا                    | 12    | 19   | 11      | 42    |
| 5                                       | أستراليا                   | 8     | 8    | 6       | 22    |
| 6                                       | تركيا                      | 7     | 2    | 0       | 14    |
| 7                                       | المجر                      | 6     | 8    | 7       | 21    |
| 8                                       | اليابان                    | 4     | 7    | 7       | 18    |
| 9                                       | بولندا                     | 4     | 6    | 11      | 21    |
| 10                                      | تشيكوسلوفاكيا              | 3     | 2    | 3       | 8     |